# Johann Jakob Matt
Johann Jakob Matt (* 3. April 1814 in Ziefen; † 12. Mai 1882 ebenda) war ein Politiker des Schweizer Kantons Basel-Landschaft.

## Leben

Sitzung der Tagsatzung in 1847: Landrathspräsident Dr. Matt (nicht identifiziert durch Nummer, ev. zwischen Nr. 12 und Nr. 14 hinten rechts)

Er studierte Medizin in Basel und Berlin und schloss 1833 mit einem Doktorat ab. Anschliessend war er als Arzt in Ziefen tätig. Das Zunzger Kränzli war eine Vereinigung liberaler Ärzte, das von Johann Jakob Matt mitbegründet wurde. Dieser war ein Mitglied der sogenannten Ordnungspartei und amtierte 1836–1857 als Landrat. 13 mal wurde er für ein Jahr zum Landratspräsidenten gewählt. 1842, 1843, 1844 und 1847 war er Tagsatzungsgesandter. 1848 und 1849 war er im Nationalrat und setzte sich für die Bundesverfassung von 1848 ein. Er war 1853 Mitbegründer der Schweizerischen Centralbahn, 1854 der Basellandschaftlichen Zeitung und 1849 der Basellandschaftlichen Hypothekenbank, bei der er in der Folge 30 Jahre im Verwaltungsrat war. 1848 war er auch Vorsteher des katholischen Armenerziehungsvereins.